# Alexey Shchebelin
 Alexey Shchebelin (né le 13 juillet 1981) est un coureur cycliste russe des années 2000. Après sa carrière de coureur, il est de 2010 à 2013 directeur sportif de l'équipe russe Itera-Katusha.

## Biographie
Il remporte notamment en 2008 le Circuito Montañés et en 2009 le Tour de Roumanie.

## Palmarès et résultats

### Palmarès par année
- 2002
  - 2e du Tour du Limbourg
- 2003
  - Poreč Trophy 3
- 2004
  - 3e du Grand Prix San Giuseppe
- 2006
  - Trofeo Alta Valle del Tevere
  - 3e étape du Tour de la Vallée d'Aoste
  - 1reb étape du Tour du Frioul-Vénétie julienne (contre-la-montre par équipes)
  - 2e du Gran Premio Montanino
  - 2e du Tour de la province de Cosenza
  - 2e du Trofeo SC Corsanico
  - 2e de la Ruota d'Oro
  - 3e du Giro delle Valli Aretine
- 2007
  - 3e étape des Paths of King Nikola
  - Friendship People North-Caucasus Stage Race
  - 3e du Tour de Navarre
- 2008
  - Tour du Maroc : 
    - Classement général
    - 1rea, 4e et 7e étapes

  - Circuito Montañés :
    - Classement général
    - 6e étape
- 2009
  - Tour de Roumanie :
    - Classement général
    - 6e et 7e étapes

### Classements mondiaux
| Année           | 2007 | 2008 | 2009 | 2010 |
| --------------- | ---- | ---- | ---- | ---- |
| UCI Africa Tour |      | 11e  |      |      |
| UCI Asia Tour   |      |      |      | 202e |
| UCI Europe Tour | 380e | 231e | 143e |      |